# 이성희 (정치인)
이성희(李成熙, 1959년 7월 10일~2019년 3월 8일)은 대한민국의 제5·6·7·8대 서울특별시 도봉구의원이다.

## 학력
- 서라벌고등학교 졸업
- 경희대학교 태권도학·스포츠경영학 학사 졸업

## 경력
- 서울특별시 도봉구 태권도협회 수석부회장
- 제19대 유인태 국회의원 서울특별시 도봉구 을 사무국장
- 2006.07 ~ 2010.06 제5대 서울특별시 도봉구의회 의원
- 2006.07 ~ 2008.07 제5대 서울특별시 도봉구의회 전반기 재무건설위원회 위원
- 2006.07 ~ 2008.07 제5대 서울특별시 도봉구의회 전반기 예산결산위원회 위원
- 2007.10 ~ 2008.01 제5대 서울특별시 도봉구의회 전반기 조사특별위원회 간사
- 2008.07 ~ 2010.06 제5대 서울특별시 도봉구의회 후반기 예산결산위원회 위원
- 2008.07 ~ 2010.06 제5대 서울특별시 도봉구의회 후반기 운영위원회 위원
- 2008.07 ~ 2010.06 제5대 서울특별시 도봉구의회 후반기 행정복지위원회 위원
- 2010.07 ~ 2014.06 제6대 서울특별시 도봉구의회 의원
- 2010.07 ~ 2012.07 제6대 서울특별시 도봉구의회 전반기 재무건설위원회 위원장
- 2010.07 ~ 2012.07 제6대 서울특별시 도봉구의회 전반기 예산결산위원회 위원
- 2012.07 ~ 2014.06 제6대 서울특별시 도봉구의회 후반기 예산결산위원회 위원
- 2012.07 ~ 2014.06 제6대 서울특별시 도봉구의회 후반기 운영위원회 위원
- 2012.07 ~ 2014.06 제6대 서울특별시 도봉구의회 후반기 행정복지위원회 위원
- 2014.07 ~ 2018.06 제7대 서울특별시 도봉구의회 의원
- 2014.07 ~ 2016.07 제7대 서울특별시 도봉구의회 전반기 재무건설위원회 위원
- 2014.07 ~ 2016.07 제7대 서울특별시 도봉구의회 전반기 예산결산위원회 위원
- 2014.07 ~ 2016.07 제7대 서울특별시 도봉구의회 전반기 복지건설위원회 위원
- 2016.07 ~ 2018.06 제7대 서울특별시 도봉구의회 후반기 예산결산위원회 위원
- 2016.07 ~ 2018.06 제7대 서울특별시 도봉구의회 후반기 운영위원회 위원
- 2016.07 ~ 2018.06 제7대 서울특별시 도봉구의회 후반기 행정기획위원회 위원
- 2018.07 ~ 2019.03 제8대 서울특별시 도봉구의회 의원
- 2018.07 ~ 2019.03 제8대 서울특별시 도봉구의회 전반기 의장

## 역대 선거 결과
|  | 27.10% |

|  | 23.47% |

|  | 27.12% |

|  | 29.84% |

|  | 54.61% |